# Weibern, Oberösterreich
Weibern är en ort och kommun i Österrike. Den ligger i distriktet Grieskirchen i förbundslandet Oberösterreich, 200 kilometer väster om huvudstaden Wien.
Kommunen består av 22 orter (Ortschaften) (inom parentes invånarantal 1 januari 2024):

- Auhäuseln (29)
- Buch (19)
- Dirisam (99)
- Einberg (20)
- Eitzenberg (22)
- Fuchshub (9)
- Grolzham (115)
- Grub (19)
- Gründling (18)
- Hofreith (17)
- Niederndorf (83)
- Ortmanau (29)
- Pesendorf (72)
- Schachenreith (13)
- Schwarzgrub (158)
- Schwarzschachen (24)
- Seewiesen (31)
- Stüblreith (26)
- Trattnach (20)
- Unterlehen (17)
- Untermeggenbach (84)
- Weibern (768)